# Rhaphidophora glauca
Rhaphidophora glauca là một loài thực vật có hoa trong họ Ráy (Araceae). Loài này được (Wall.) Schott miêu tả khoa học đầu tiên năm 1857.